# Poesia (rivista 1945)
Poesia, sottotitolo Quaderni internazionali, fu una rivista trimestrale fondata nel 1945 e diretta da Enrico Falqui.

## Storia
La redazione era nella casa di Falqui a Roma. Ciascun numero, stampato inizialmente dalla casa editrice Novissima e poi dalla milanese Mondadori con il marchio della Medusa, composto da un rilevante numero di pagine (da oltre 200 a 400), pubblicava in forma antologica testi poetici della più diversa origine: poesia italiana o straniera, classica o contemporanea, unitamente a saggi critici ed esplicativi dei testi. Uno stesso fascicolo poteva ospitare una poesia italiana medievale accanto a una composizione di un autore contemporaneo europeo o asiatico o africano, a volte in lingua originale affiancato dalla traduzione.
Tra i numerosi poeti italiani pubblicati si possono citare: Giuseppe Ungaretti, Umberto Saba, Eugenio Montale, Salvatore Quasimodo, Sandro Penna, Clemente Rebora.
Di particolare rilevanza sono anche alcuni dei saggi critici: Carlo Bo scrisse sulla poesia francese di argomento religioso, Lionello Vincenti a proposito della poesia spirituale tedesca del XVII secolo, Paolo Toschi sulla poesia popolare italiana. Accanto ai saggi, trovavano posto anche traduzioni di testi di scrittori e intellettuali quali André Gide, Martin Heidegger, Henry Miller, Thomas Stearns Eliot e altri.
L'ultimo numero di Poesia, pur con la data 1947, fu pubblicato nel dicembre del 1948.